# Lucius Trebellius (Volkstribun 67 v. Chr.)
Lucius Trebellius war Politiker der späten Römischen Republik und amtierte im Jahr 67 v. Chr. als einer der zehn Volkstribunen.
Zur Bekämpfung der Piraten im Mittelmeerraum beantragte 67 v. Chr. der Volkstribun Aulus Gabinius vor der Volksversammlung (den Comitia tributa), dem bedeutenden Feldherrn Gnaeus Pompeius Magnus den Oberbefehl über das Mittelmeer und sämtliche Küstengebiete zu übertragen. Zwei seiner Amtskollegen, die Tribunen Lucius Trebellius und Lucius Roscius Otho, vertraten dagegen die Meinung der konservativen Senatsaristokratie, die diese bis dahin einzigartige Machtkonzentration in den Händen eines Mannes nicht hinnehmen wollte. Trebellius soll dem antiken Cicero-Kommentator Asconius Pedianus zufolge sogar geschworen haben, eher sterben zu wollen, als die Verabschiedung des Gesetzes miterleben zu müssen. Er legte daher ein Veto gegen den Gesetzesvorschlag ein, was zu den traditionellen Rechten der Volkstribunen gehörte. Der Antragsteller Aulus Gabinius reagierte darauf, indem er die Abstimmung über seinen Vorschlag unterbrach und vor der Volksversammlung den Antrag stellte, Trebellius sofort seines Amtes zu entheben, da er als Volkstribun die Interessen des Senates und nicht des Volkes vertrete. Das Vorgehen des Gabinius, einen sein Vetorecht nutzenden Volkstribunen mit dieser Begründung absetzen zu lassen, hatte ein historisches Vorbild: Es war bereits von Tiberius Sempronius Gracchus im Jahr 133 v. Chr. angewendet worden, der dadurch seine umfangreiche „Gracchische Reform“ durchsetzen wollte.
Auf den Vorschlag des Aulus Gabinius hin wurde also eine zusätzliche Abstimmung über die Absetzung von Lucius Trebellius eingeschoben. Da in den Comitia tributa ein Wahlbezirk (Tribus) nach dem anderen abstimmte, wurde jedes Mal, wenn eine neue Tribus an der Reihe war, ein Zwischenstand bekanntgegeben. Als 17 der 35 Tribus abgestimmt und sich jede für eine Absetzung des Trebellius ausgesprochen hatte, war abzusehen, dass sich auch die achtzehnte dafür entscheiden würde und somit bereits beim nächsten Wahlgang die erforderliche Mehrheit zustande käme. Daher bot Gabinius Trebellius an, die Abstimmung kurzfristig zu unterbrechen und dadurch sein Amt als Volkstribun zu retten, wenn er sein Veto gegen den ursprünglichen Gesetzesvorschlag zurückziehe. Trebellius willigte ein und blieb im Amt. Die Abstimmung über den Oberbefehl des Pompeius wurde fortgesetzt. Der andere pompeiuskritische Volkstribun Lucius Roscius Otho versuchte noch, Einfluss darauf zu nehmen, wurde aber vom anwesenden Volk derart eingeschüchtert, dass er seinen Widerstand aufgab. Letztlich wurde der Gesetzesvorschlag des Gabinius durch die Verabschiedung der sogenannten Lex Gabinia angenommen.
Weitere Informationen über die politische Karriere und persönlichen Hintergründe des Lucius Trebellius sind nicht bekannt. Dafür, dass er im Nachhinein seinen bei Asconius Pedianus überlieferten Schwur einlöste und Selbstmord beging, gibt es keinerlei Anhaltspunkte. Bruce A. Marshall vermutet, dass die Volkstribunen Trebellius und Roscius im Auftrag des Marcus Licinius Crassus handelten. Ein Indiz dafür ist, dass Roscius später eine Offiziersstelle in Crassus’ Feldzug gegen das Partherreich erhielt.